# Ultimo Tango a Parigi
Ultimo tango a Parigi is een erotisch filmdrama uit 1972 van regisseur Bernardo Bertolucci. De hoofdrollen zijn voor Marlon Brando en Maria Schneider. De film is ook bekend onder de Engelse titel Last Tango in Paris. De film werd genomineerd voor twee Oscars.
De film werd zeer kritisch ontvangen. Vanwege de expliciete seksscène werd deze in Canada, Chili, Zuid-Korea en Portugal verboden en in Italië na zes dagen uit de bioscopen gehaald. De regisseur werd in Italië bij verstek veroordeeld tot vier maanden cel. Er waren ook lovende reacties. De The New York Times stelde dat de film zeer vernieuwend was en dat er nog tientallen jaren over gesproken zal worden. Dit laatste bleek inderdaad waar. De film betekende voor Bertolucci dat hij opeens films met grote budgetten kon gaan maken en dat zijn regisseurscarrière echt van de grond kwam.

## Verhaal
Wanneer Jeanne, een mooie jonge Parijse vrouw, op zoek gaat naar een appartement ontmoet ze Paul, een mysterieuze Amerikaan. Paul probeert de zelfmoord van zijn vrouw te verwerken. Ze storten zich in een gepassioneerde en erotische relatie, waarin ze op aanraden van Paul hun naam niet zeggen. Jeanne staat op het punt te trouwen met Tom, maar het is Paul die haar lichaam in zijn macht heeft. Maar dat wordt al gauw niet voldoende en Paul wil meer dan seks alleen. Jeanne gaat niet in op zijn dwaas verzoek om liefde, ze gaat tenslotte binnenkort trouwen. Uiteindelijk zegt Paul het dan toch: "Ik hou van jou." Daar gaat Jeanne niet in mee en de film eindigt dramatisch.

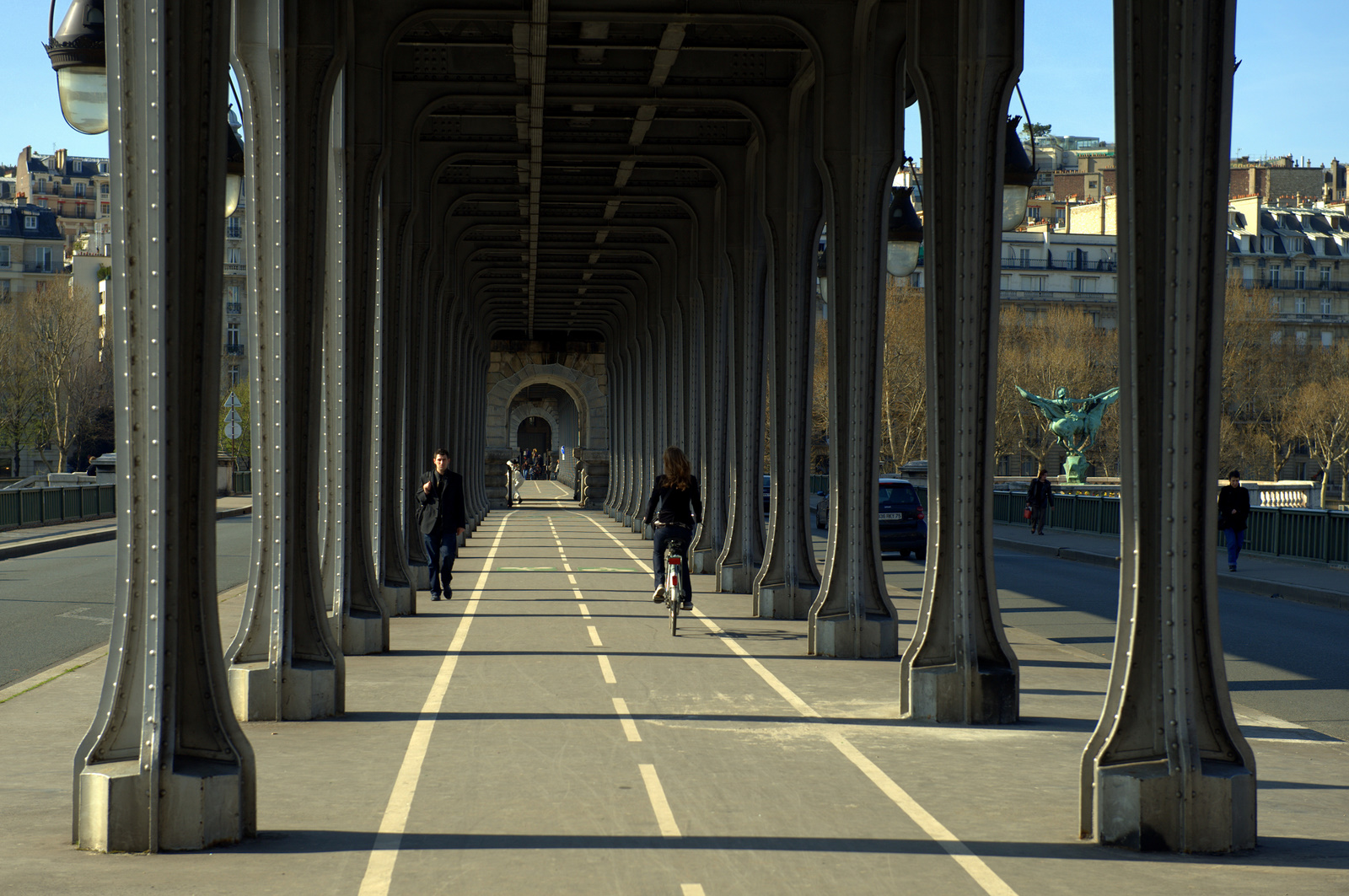
De brug waar de openingsscene van de film zich afspeelt
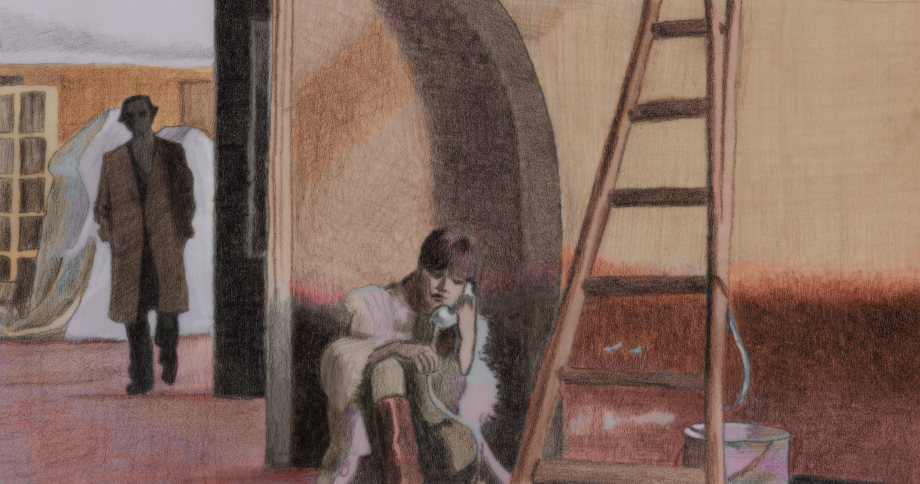
Schets naar een scene in de film
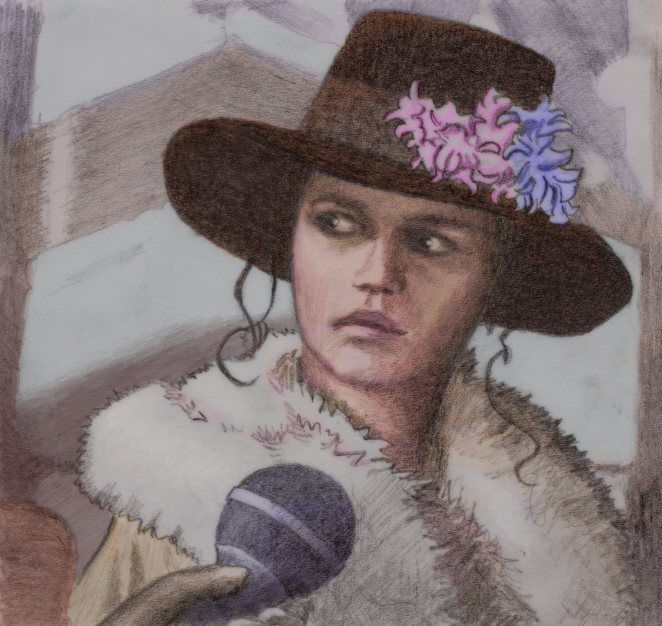
Schets van de hoofdpersoon, Jeanne.

## Rolverdeling
| Acteur                | Personage           |
| --------------------- | ------------------- |
| Marlon Brando         | Paul                |
| Maria Schneider       | Jeanne              |
| Maria Michi           | Moeder van Rosa     |
| Giovanna Galletti     | Prostituee          |
| Gitt Magrini          | Moeder van Jeanne   |
| Catherine Allégret    | Catherine           |
| Luce Marquand         | Olympia             |
| Marie-Hélène Breillat | Monique             |
| Catherine Breillat    | Mouchette           |
| Dan Diament           | Geluidstechnicus    |
| Catherine Sola        | Regieassistente     |
| Mauro Marchetti       | Cameraman           |
| Jean-Pierre Léaud     | Tom                 |
| Massimo Girotti       | Marcel              |
| Peter Schommer        | Assistent-cameraman |

## Oscarnominaties
- 1974 - Marlon Brando: Beste mannelijke hoofdrol
- 1974 - Bernardo Bertolucci: Beste regisseur

## Wetenswaardigheden
- Maria Schneider, die Jeanne speelt in deze erotische film, was 19 jaar oud tijdens de opnames.
- De film is vooral controversieel wegens een scène waarin Paul en Jeanne gesimuleerdee anale seks hebben. Dat stond niet in het oorspronkelijke scenario, maar het werd eraan toegevoegd op een idee van Marlon Brando en Bernardo Bertolucci. Schneider vertelde jaren later dat ze die scène eigenlijk niet wilde doen. Ze had zelfs het recht om niet mee te werken aangezien de scène niet in het scenario stond. Uiteindelijk deed ze het toch en de tranen in die scène zijn dan ook niet geacteerd. De band tussen Schneider en Bertolucci zou nooit meer goed komen en ze stelde jaren later nog dat het haar filmcarrière gebroken had.
- Marlon Brando improviseerde heel wat dialogen omdat hij de oorspronkelijke tekst uit het scenario niet goed kon onthouden. Hij plakte briefjes met de tekst op de set als hulpmiddel. Die moesten uit beeld blijven.
- Jean-Louis Trintignant en Dominique Sanda werden een tijd lang overwogen om de rol van Paul en Jeanne te spelen.
- De film zou gebaseerd zijn op een seksuele fantasie die de regisseur ooit had.
- Deze film werd in hetzelfde jaar als The Godfather uitgebracht. Marlon Brando speelt in beide films de hoofdrol. Voor The Godfather ontving hij in 1973 een Oscar, voor Last Tango in Paris ontving hij een jaar later een nominatie. Het jaar 1972 wordt dan ook beschouwd als de herlancering van Brando's filmcarrière, aangezien hij na een succesperiode in de jaren 50 een mindere periode beleefde in de jaren 60.